# 러브 (1999년 영화)
"러브"는 1999년에 개봉한 대한민국의 로맨스 영화이다.

## 캐스팅
- 정우성 : 오명수 역
- 고소영 : 제니 역
- 박철 : 브레드 역
- 이범수 : 정철 역

## 수상
- 2000년 제36회 백상예술대상
  - 영화부문 여자인기상 - 고소영